# New Lyme (Wisconsin)
New Lyme es un pueblo ubicado en el condado de Monroe en el estado estadounidense de Wisconsin. En el Censo de 2010 tenía una población de 168 habitantes y una densidad poblacional de 1,8 personas por km².

## Geografía
New Lyme se encuentra ubicado en las coordenadas 44°7′17″N 90°43′44″O / 44.12139, -90.72889. Según la Oficina del Censo de los Estados Unidos, New Lyme tiene una superficie total de 93.16 km², de la cual 91.89 km² corresponden a tierra firme y (1.37%) 1.28 km² es agua.

## Demografía
Según el censo de 2010, había 168 personas residiendo en New Lyme. La densidad de población era de 1,8 hab./km². De los 168 habitantes, New Lyme estaba compuesto por el 98.81% blancos, el 0% eran afroamericanos, el 0% eran amerindios, el 0.6% eran asiáticos, el 0% eran isleños del Pacífico, el 0% eran de otras razas y el 0.6% pertenecían a dos o más razas. Del total de la población el 1.19% eran hispanos o latinos de cualquier raza.